# Église Saint-Laurent de Gossoncourt
Pour les articles homonymes, voir Église Saint-Laurent.
L'église Saint-Laurent de Gossoncourt (en néerlandais : Sint-Laurentiuskerk) est une église d'origine romane située sur le territoire de Gossoncourt (en néerlandais : Goetsenhoven), village de la commune belge de Tirlemont, dans la province du Brabant flamand.

## Situation géographique
L'église s'élève au milieu du village sur une hauteur bornée vers le Nord-Ouest par un ravin assez profond. La tour, haute et massive, de forme carrée, s'élève ainsi en dominant tous les environs. Les archives de la cure attestent que le 6 novembre 1630, l'archevêque Boonen est monté au haut de la tour pour admirer le panorama. 

## Historique

### Fondation de l'édifice
L'église comprenant un donjon médiéval a vraisemblablement été bâtie dans les premières années du XIIe siècle, car l'on sait qu'elle dépendait du doyenné de Léau dès 1139.

### Période de Louis XIV
Les guerres de l'époque de Louis XIV affectent fortement l'édifice, et en 1687 par exemple, la tour tombe en ruines, les tuiles d'une partie du clocher disparaissent une à une, les fenêtres du chœur sont brisées, celles du chœur latéral de Saint-Nicolas aussi, et de même pour les fenêtres du collatéral adjacent.

### Suites de l'incendie de 1690
À la suite de l'incendie du 16 décembre 1690, tout l'édifice excepté les collatéraux est endommagé. Du fait des désaccords pour procéder aux réparations urgentes, l'église reste longtemps à moitié abandonnée, le service se célébrant dans l'un des chœurs latéraux qui d'ailleurs est trop petit pour contenir tous les paroissiens. En 1709, le chœur et la nef sont encore sans toiture.
Il faut attendre 1732 pour que l'on s'accorde à restaurer la tour dont on doit réparer toutes les murailles, y ouvrir une nouvelle fenêtre, planchéier le beffroi, établir une flèche à quatre pans couverte d'ardoises et y pratiquer une ouverture pour pouvoir se rendre sur la toiture, entourer la base de la tour d'un pavé en pente.
En 1774, des travaux d'agrandissement sont entrepris, lesquels donnent à l'église son aspect actuel.

## Architecture
La puissante tour romane tardive en quartzite d'Overlaar (nl), s'ouvrant au dernier étage par des baies à rouleau, est flanquée d'une tourelle au sud-ouest.
La nef principale est couverte d'un plafond plat scandé par des sommiers restaurés. Le chœur, bâti en grès, est d'un style gothique brabançon lumineux (XVe siècle).
L'église abrite des fonts baptismaux gothiques du XVIe siècle. La sacristie est moderne.

## Aspects financiers
Dans l'église des XVIIe et XVIIIe siècles coexistent sept chapellenies perpétuelles : Notre-Dame, Saint-Jean-Baptiste et Saint-Jean-Évangéliste, Saint-Nicolas, Saint-Georges, Saint-Mathias, Sainte-Marguerite, Sainte-Catherine. Alors qu'elles générent toutes un bénéfice ecclésiastique propre, leur titulaire est chargé d'un certain nombre de messes par semaine voir par quinzaine,. Les titulaires de ces bénéfices et ceux des chapelles du village composent une confrérie dite « des seigneurs prêtres et officiaux de Saint-Laurent ».

## Quelques illustrations

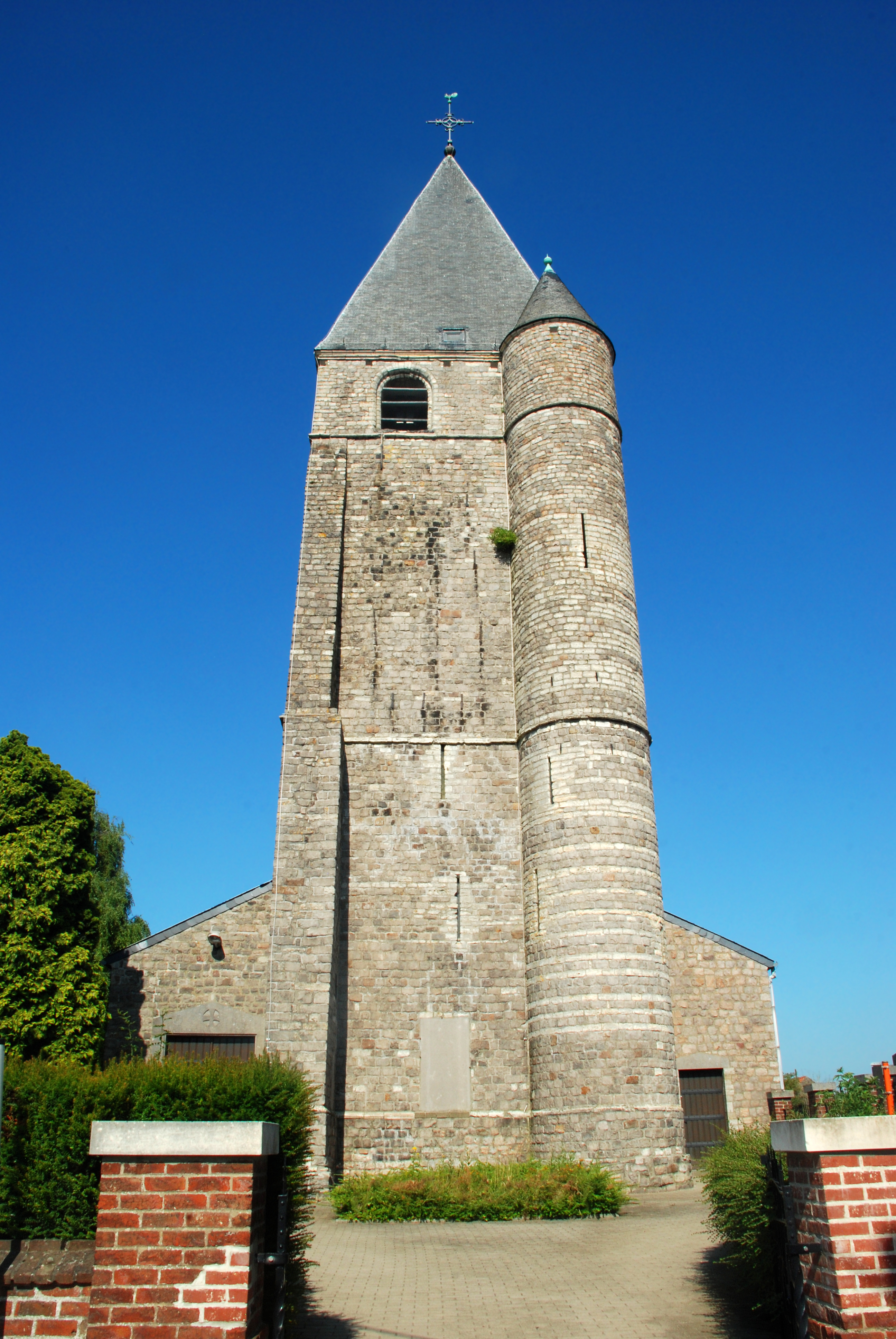
Le donjon médiéval correspondant à la tour occidentale.
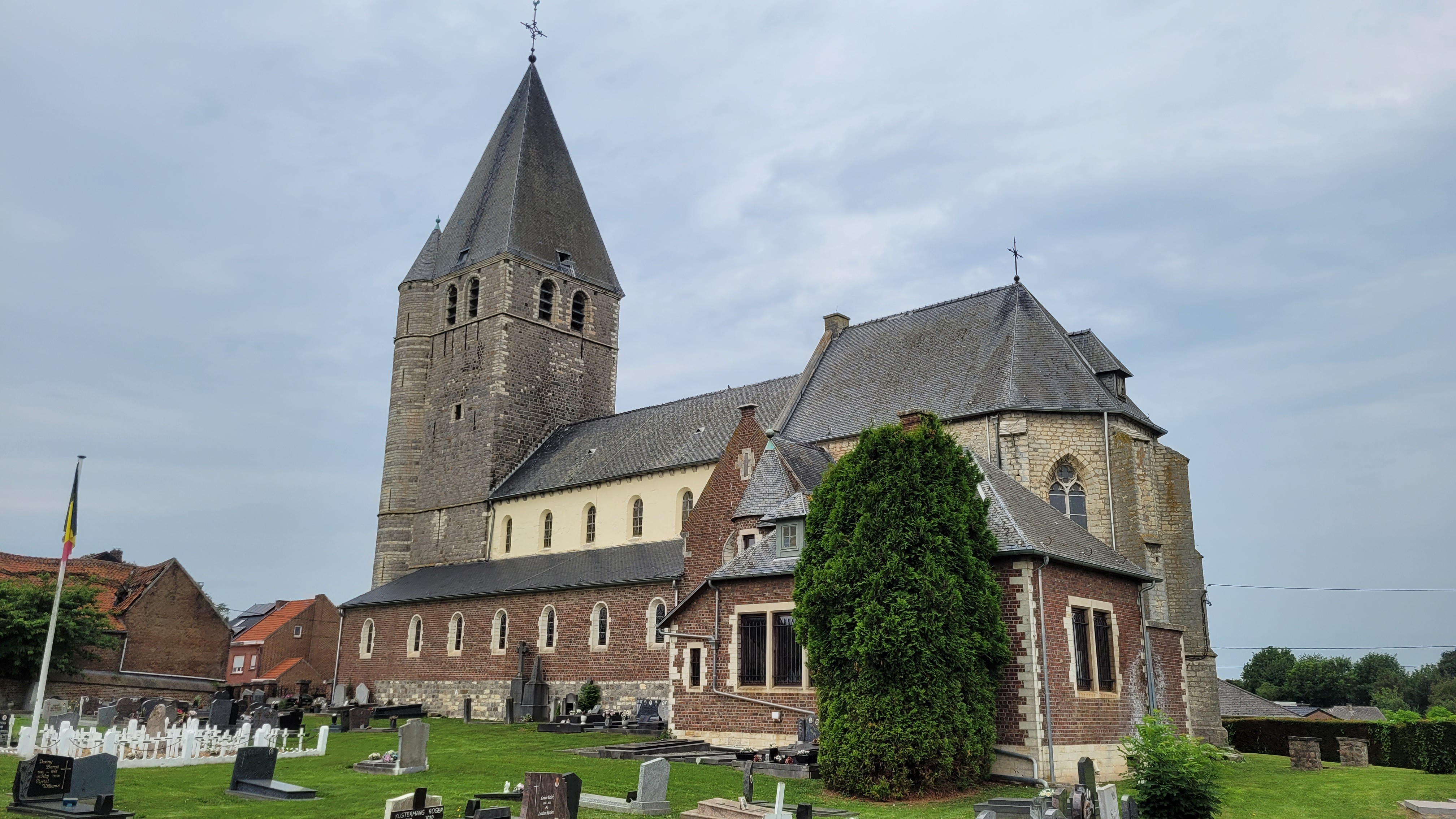
vue d'ensemble de l'église et de son cimetière.
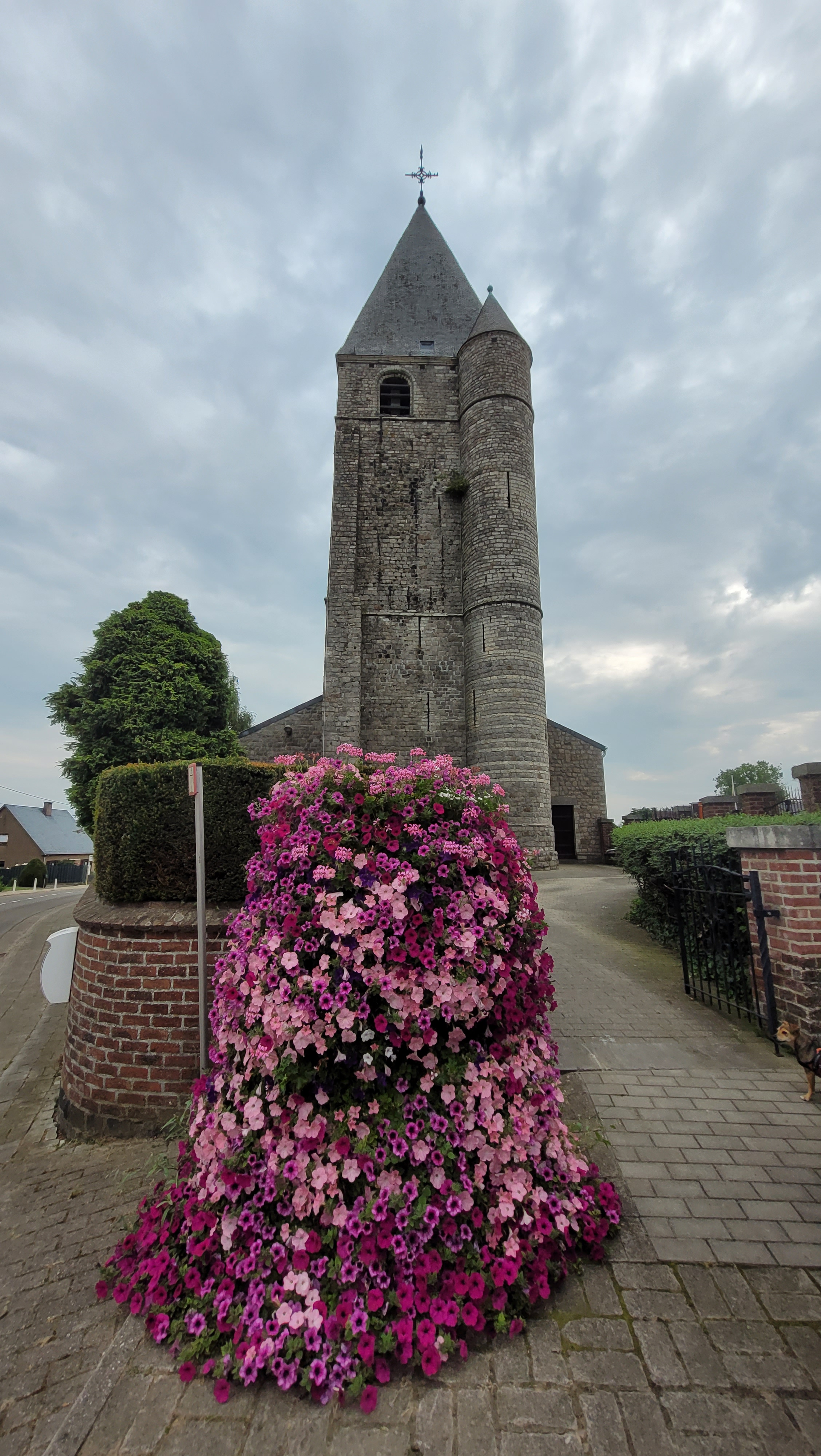
Une vue latérale de l'église Saint-Laurent.
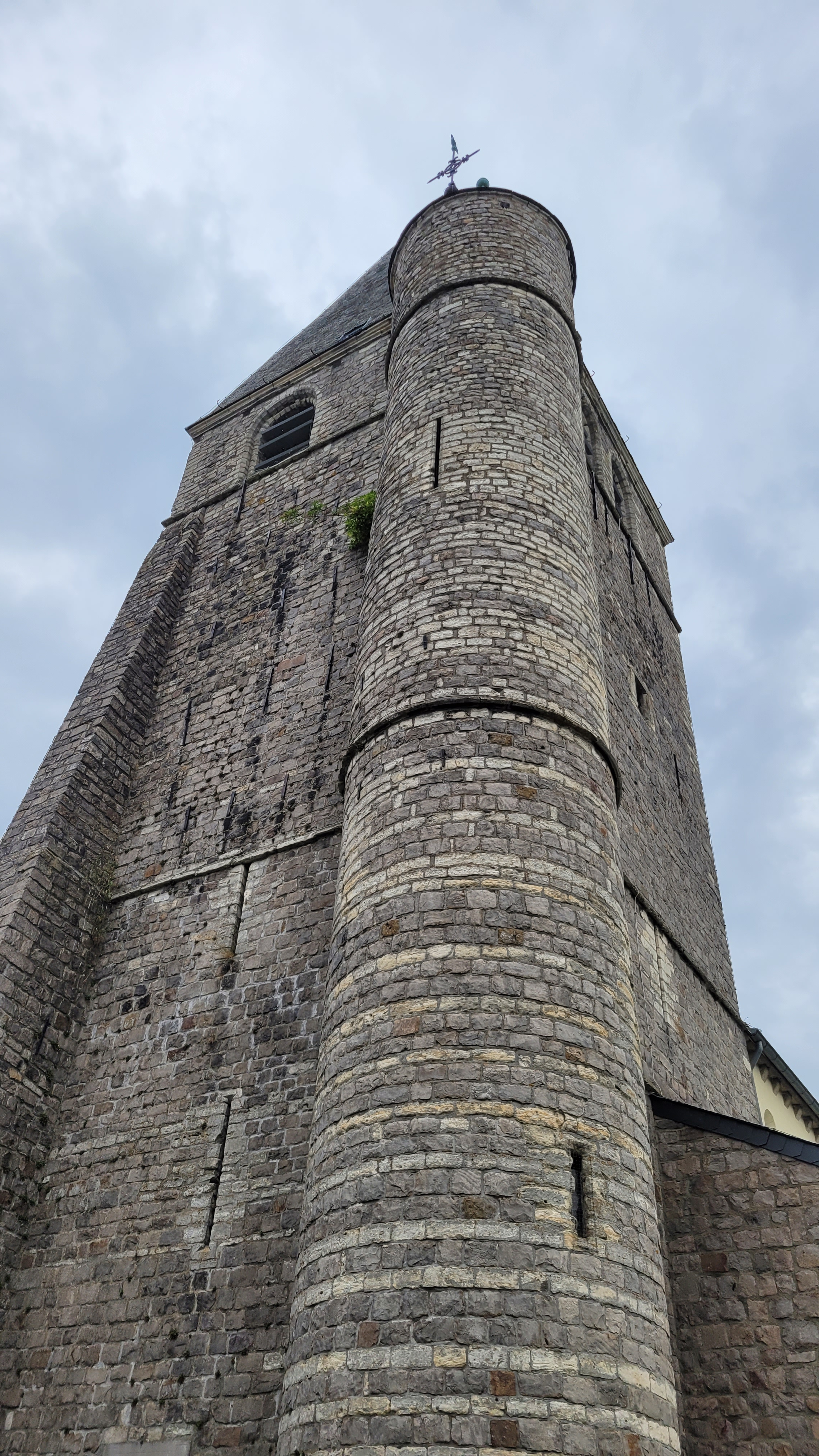
La tour-donjon de l'église Saint-Laurent.
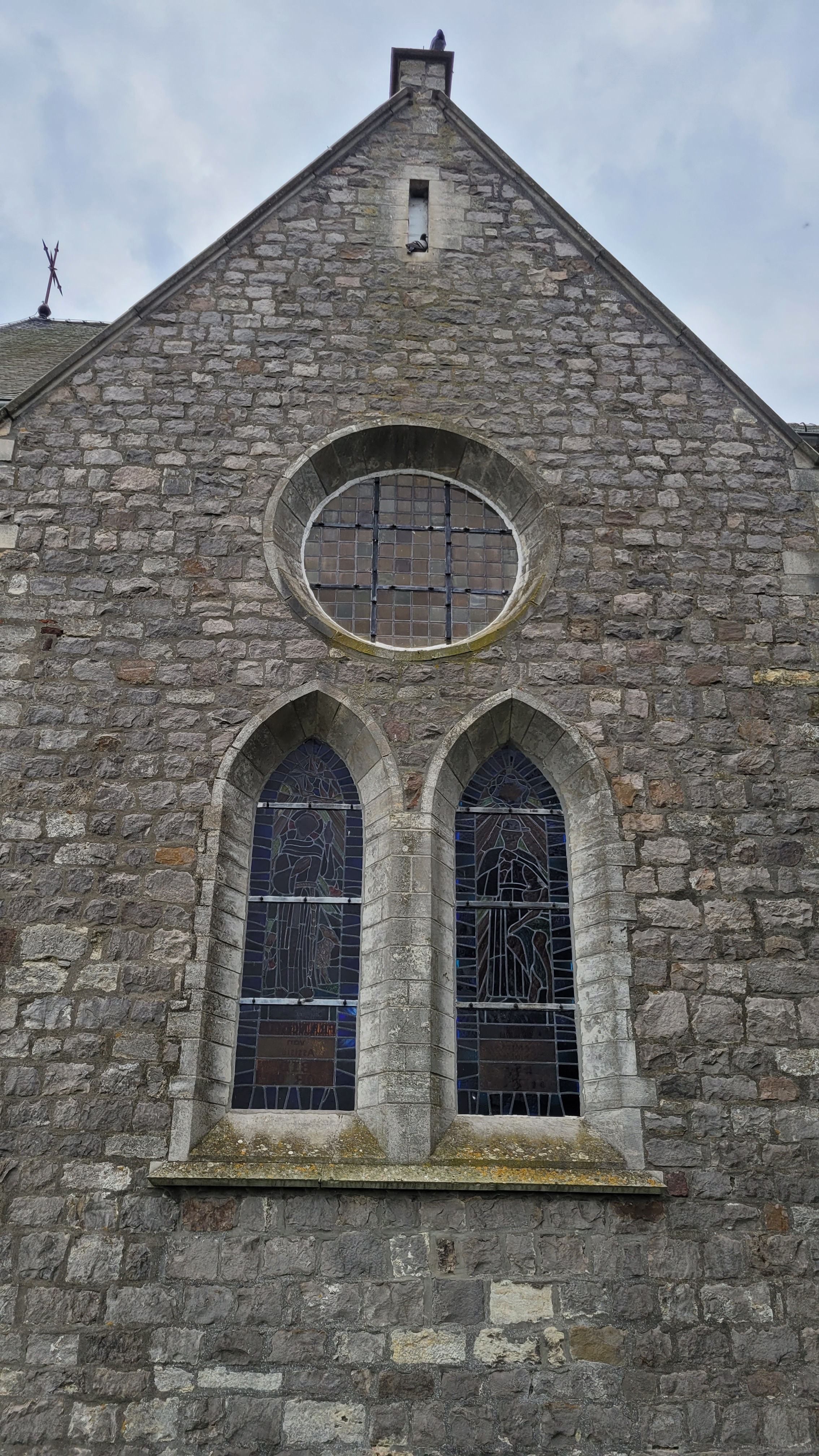
Un oculus de l'église Saint-Laurent.
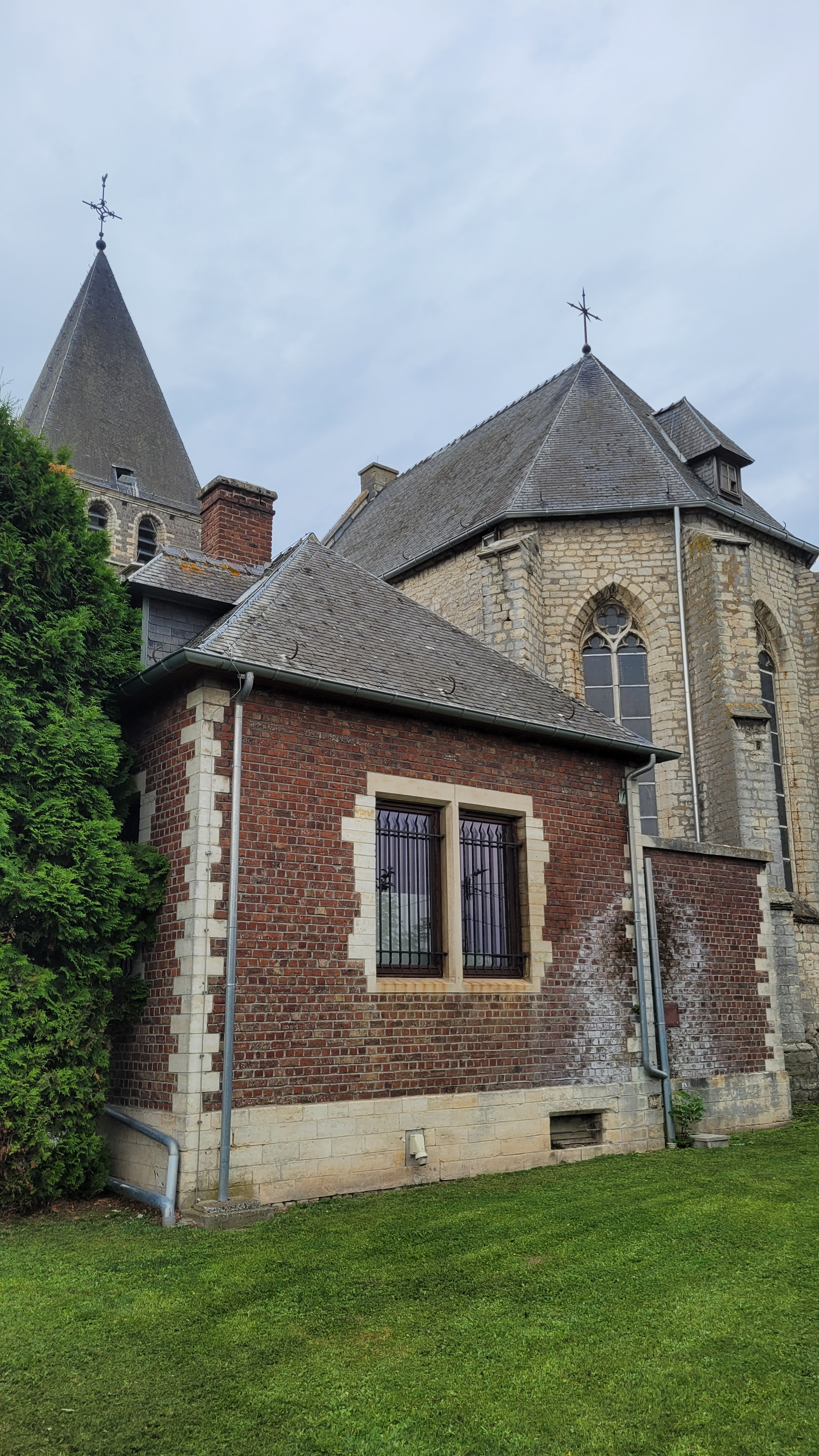
Le presbytère de l'église Saint-Laurent.
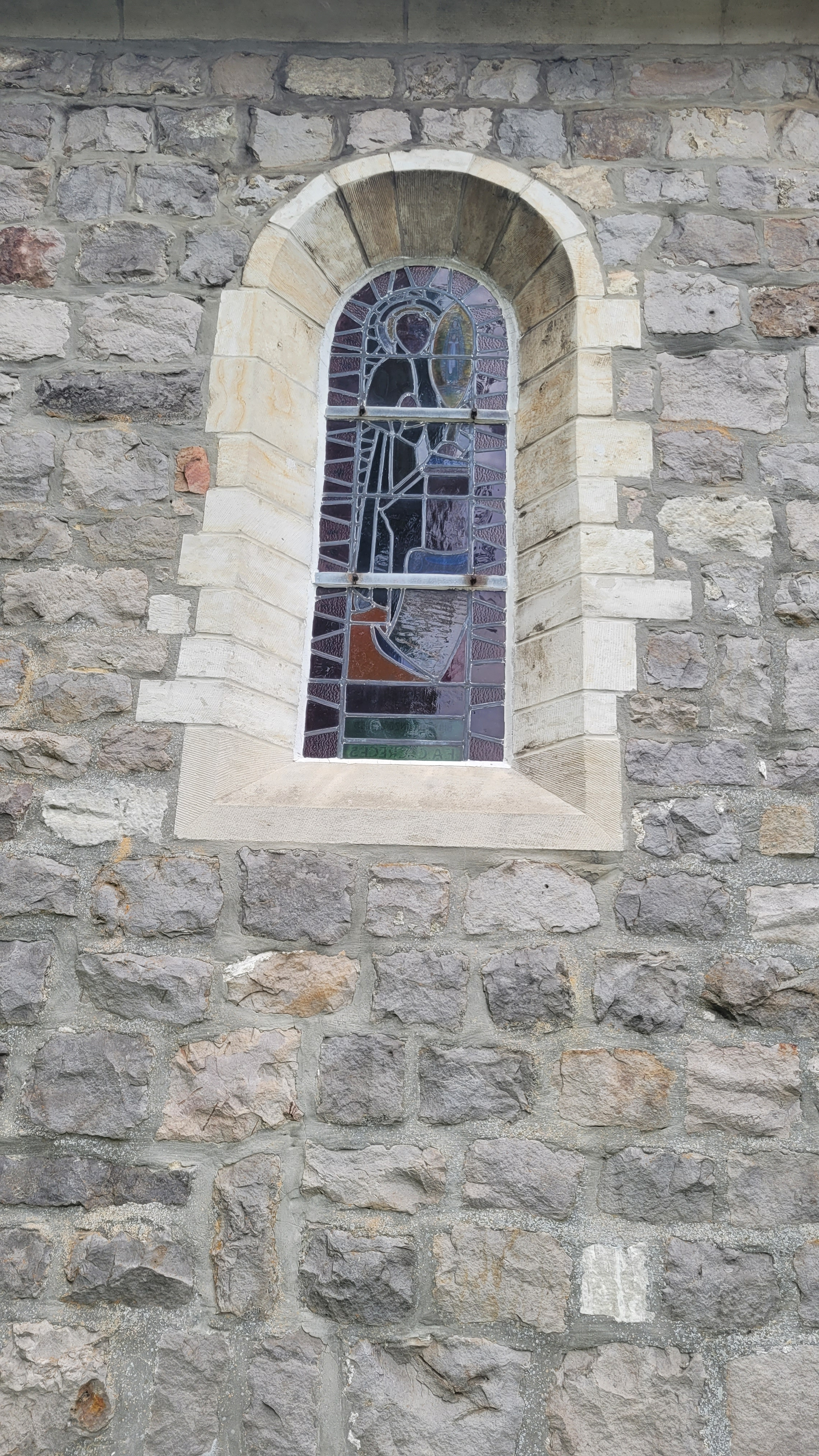
Un vitrail de l'église Saint-Laurent.